# کازوکی اوکایاما
کازوکی اوکایاما (ژاپنی: 岡山 和輝؛ زادهٔ ۱۶ فوریهٔ ۱۹۹۴) یک بازیکن فوتبال اهل ژاپن است.
از باشگاه‌هایی که در آن بازی کرده‌است می‌توان به باشگاه فوتبال کاماتامار سان‌اوکی اشاره کرد.